# Chacim
Chacim is een plaats (freguesia) in de Portugese gemeente Macedo de Cavaleiros en telt 341 inwoners (2001).